# Mapusagafou
Mapusagafou – wieś w Samoa Amerykańskim; 2 200 mieszkańców (2006). Przemysł spożywczy, ośrodek turystyczny.